# بول كامبون
بيير بول كامبون (بالفرنسية: Paul Cambon)‏ (ولد في 20 يناير 1843 في باريس - توفي في 29 مايو 1924 في باريس) دبلوماسي فرنسي وشقيق جول كامبون. تقلد بول كامبون وسام جوقة الشرف، وأصبح عضوا في الأكاديمية الفرنسية للعلوم.

## روابط خارجية
- بول كامبون على موقع الموسوعة البريطانية (الإنجليزية)